# 江上里站
江上里站（韓語：강상리역）是朝鮮民主主義人民共和國咸鏡南道琴湖地区江上劳动者区的一個鐵路車站，属于平罗线。

## 邻近车站
平罗线
陽化站 - 江上里站 - 俗厚站